# Baruch Kimmerling
Baruch Kimmerling (geboren 16. Oktober 1939 in Turda, Siebenbürgen, Rumänien; gestorben 20. Mai 2007) war ein aus Rumänien stammender israelischer Soziologe.

## Leben
Baruch Kimmerling wurde mit einer zerebralen Kinderlähmung geboren. Seine Familie entging knapp dem Holocaust durch die Flucht in einem Zigeunerwagen. 1952 wanderte er nach Israel ein und studierte in den 1960er-Jahren Soziologie und Politikwissenschaften an der Hebräischen Universität Jerusalem. 1975 wurde er dort bei Mosche Lissak promoviert. Nach verschiedenen Lehraufträgen wurde er 1989 außerordentlicher Professor an der Hebräischen Universität und 1997 ordentlicher Professor für Soziologie und Anthropologie. Zuletzt hatte er dort den „George A. Wise Lehrstuhl für Soziologie“ inne. Neben seiner Tätigkeit in Jerusalem war Kimmerling zudem außerordentlicher Gastprofessor für Soziologie an der University of Toronto. In den Jahren 1987/88 und 1991/92 war er auch Gastprofessor an der University of Washington in Seattle.
Kimmerling verwendete aufgrund seiner Behinderung die letzten dreißig Jahre seines Lebens einen Rollstuhl. Er hatte eine Sprechstörung. Dies hielt ihn aber nicht davon ab, weltweit zu Konferenzen zu reisen.
Baruch Kimmerling starb am 20. Mai 2007 an den Folgen einer Krebserkrankung. Er hinterließ seine Ehefrau Diana und drei Kinder.

## Wirken
Forschungsschwerpunkte von Baruch Kimmerling waren die israelische Gesellschaft sowie die Beziehungen Israels mit der arabischen Welt und den Palästinensern. Er fiel als scharfer Kritiker der israelischen Gesellschaft und Politik auf, wobei er sich selbst ausdrücklich einen Patrioten nannte. Ironisch bezeichnete er sich auch als Zionisten, welcher das säkulare Ideal im Staat Israel unterstütze.
Bekannt wurde er 2003 in Deutschland mit dem Werk Politizid. Ariel Scharons Krieg gegen das palästinensische Volk, in dem er Ariel Scharon vorwarf, die Identität des palästinensischen Volkes vernichten zu wollen. Den Gazastreifen beschrieb er als „das größte Konzentrationslager der Welt, das es je gab“. Kimmerling veröffentlichte insgesamt neun wichtige Bücher und hunderte von Aufsätzen. Er war langjähriger Gastkolumnist der israelischen Tageszeitung Haaretz.
Baruch Kimmerling engagierte sich bei der American Sociological Association (ASA), der International Sociological Association (ISA), American Political Science Association (APSA) sowie der Israel Sociological Society, Middle Eastern Studies Association of North America (MESA) und war gewähltes Mitglied des Inter-University Seminar on Armed Forces and Society (IUS).

## Zitate
- „I built a new conceptualization of Israeli society that brought Zionism closer to a certain kind of colonialism.“ - Baruch Kimmerling, Haaretz 2007

## Schriften
- Zionism and Territory: The Socioterritorial Dimensions of Zionist Politics, 1983
- Zionism and Economy, 1983
- The Interrupted System: Israeli Civilians in War and Routine Times, 1985
- Palestinians: The Making of a People, 1993
- The Invention and Decline of Israeliness: State, Culture and Military in Israel, 2001
- The End of Ashkenazic Hegemony, 2001
- Politicide: Sharon’s War Against the Palestinians, 2003 
  - „Politizid. Ariel Sharons Krieg gegen das palästinensische Volk“, a. d. Englischen von Dirk Oetzmann, Horst M. Langer, Diederichs Verlag, München 2003
- The Palestinian People: A History, 2003, zusammen mit Joel S. Midgal
- Immigrants, Settlers and Natives: Israel Between Plurality of Cultures and Cultural Wars, 2003
- Clash of Identities: Explorations in Israeli and Palestinian Societies, 2008
- Marginal at the Center: The Life Story of a Public Sociologist, 2012